# Хойзерн
Хойзерн (нем. Häusern) — община в Германии, в земле Баден-Вюртемберг. 
Подчиняется административному округу Фрайбург. Входит в состав района Вальдсхут.  Население составляет 1248 человек (на 31 декабря 2010 года). Занимает площадь 8,88 км².